# Ronald Algie

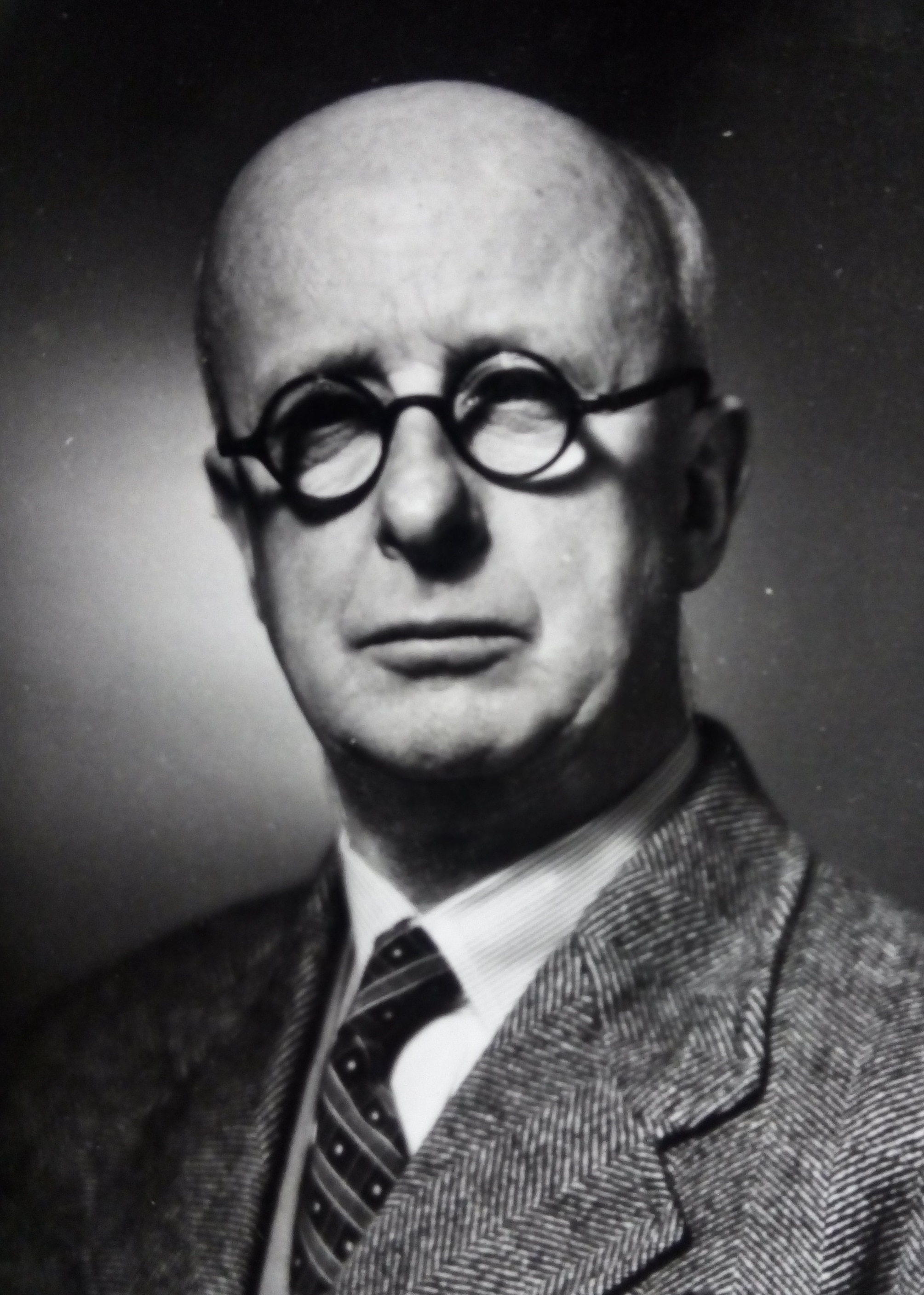
Ronald Algie (1950)

Ronald Macmillan Algie Kt (* 22. Oktober 1888 in Wyndham, Southland, Neuseeland; † 23. Juli 1978 in Auckland) war ein neuseeländischer Jurist, Hochschullehrer und Politiker, der über 23 Jahre lang Mitglied des Repräsentantenhauses und zwischen 1949 und 1957 Minister für Erziehung sowie zuständiger Minister für weitere Ressorts war. In diesen Funktionen führte er zahlreiche Reformen durch, um die schulische und wissenschaftliche Leistungsfähigkeit zu erhöhen. Später fungierte er zwischen 1960 und 1966 als Speaker of the New Zealand House of Representatives.

## Leben

### Studium, Lehrer und Professor in Auckland
Algie, Sohn des Postmeisters John Alexander Algie, absolvierte seine Schulausbildung an der Thames High School in Arrowtown sowie der Balclutha District High School in Balclutha und war danach als Lehrer an einer Grundschule tätig, ehe er eine Tätigkeit in einer Anwaltskanzlei aufnahm. Daneben studierte er Rechtswissenschaften am Auckland University College, das er 1913 mit einem Bachelor of Laws (LL.B.) beendete. Aufgrund seiner intellektuellen und erzieherischen Fähigkeiten übernahm er dort unmittelbar darauf eine Tätigkeit als Assistant Lecturer auf. Daneben setzte er sein Studium fort und schloss dieses 1915 mit einem Master of Laws (LL.M.) ab. Am 14. Dezember 1917 heiratete er in Auckland Helen Adair McMaster in erster Ehe, die allerdings kinderlos blieb.
1920 übernahm Algie im Alter von 31 Jahren die erste Professur für Rechtswissenschaften am University College of Auckland. Als solcher erwarb er sich den Ruf eines brillanten Hochschullehrers mit konservativer Grundhaltung, der neben allgemeinen Lehrmethoden in der Rechtswissenschaft auch die Bedeutung beruflicher Standards und Verantwortung hervorhob. Er engagierte sich dabei sowohl im Ausschuss des Lehrkörpers des College sowie im Senat der University of New Zealand, eine 1870 per Gesetz gegründete Organisation, unter der alle akademischen Bildungseinrichtungen Neuseelands zusammengefasst wurden. In Debatten über die akademische Freiheit in den 1930er Jahren unterstützte er konservative Standpunkte.
1937 trat Algie von seinem Lehrstuhl zurück, um mit Unterstützung von Wirtschaftsunternehmen aus Auckland Direktor der Freiheitsvereinigung von Auckland (Auckland Provincial Freedom Association) zu werden, aus der später die New Zealand Freedom Association wurde, eine rechtspolitische Organisation, die in starker Opposition zur Regierung der New Zealand Labour Party unter Premierminister Michael Joseph Savage stand. Die Auckland Provincial Freedom Association war seit 1938 eine öffentliche Organisation der National Party.

### Abgeordneter und Minister

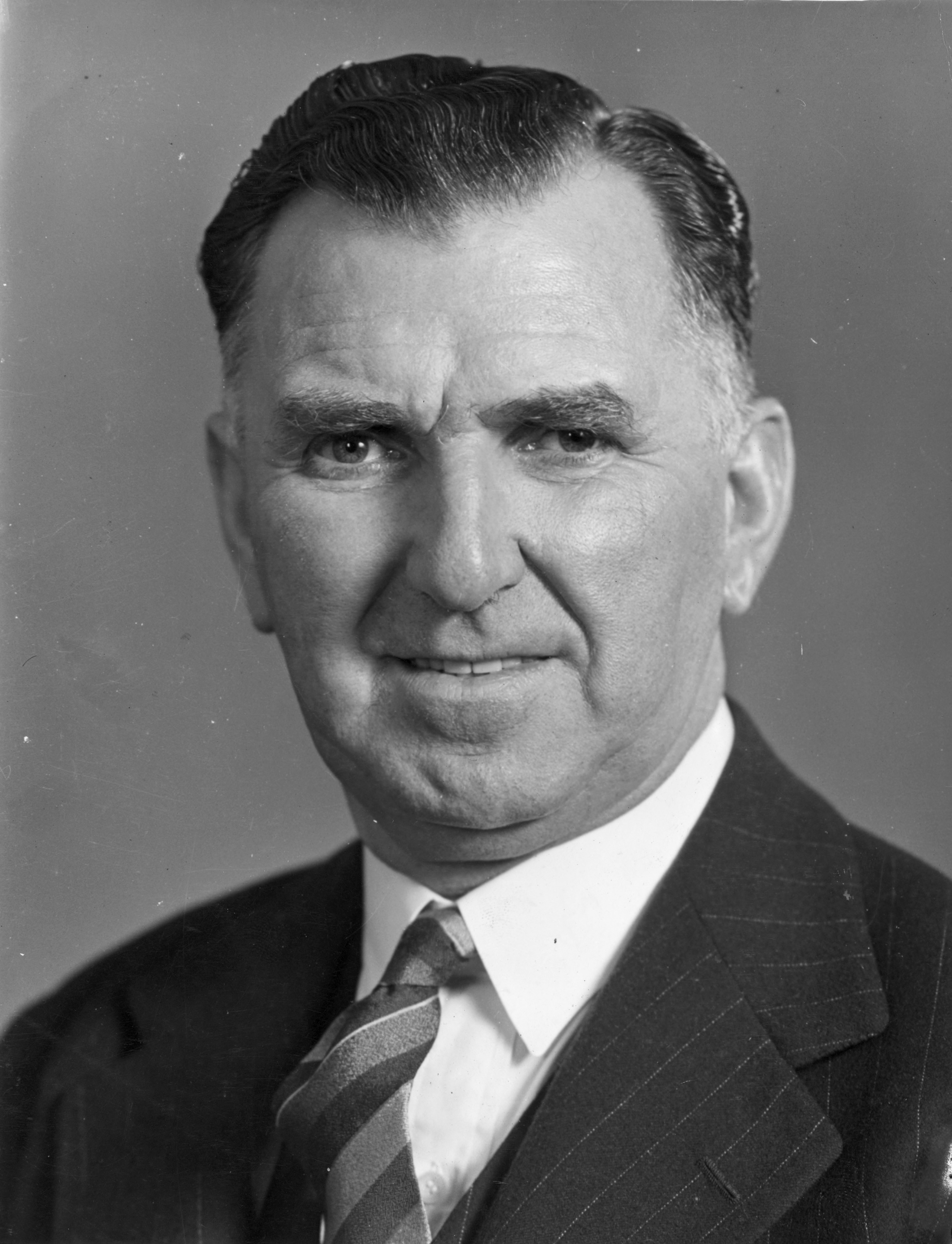
Premierminister Sidney Holland ernannte Algie 1949 zum Erziehungsminister in dessen Regierung

Als Kandidat der National Party wurde Algie am 25. September 1943 in dem sicheren Wahlkreis Remuera erstmals zum Mitglied des Repräsentantenhauses gewählt. Während seiner Parlamentszugehörigkeit erwarb er sich den Ruf als herausragender Redner, dessen Debattenbeiträge sowohl von Gegner wie den Labour-Abgeordneten und damaligen Eisenbahnminister Bob Semple als auch von Parteifreunden gelobt wurden. Dabei wurde er von seiner Fraktion, die sich in der Opposition befand, oftmals als Redner nach Beiträgen von führenden Labour-Politikern nominiert, so dass er zu einem der einflussreichsten parlamentarischen Redner seiner Zeit wurde.
Dies führte dazu, dass er nach dem Wahlsieg seiner Partei bei den Parlamentswahlen 1949 von Premierminister Sidney Holland am 13. Dezember 1949 als Erziehungsminister (Minister of Education) in dessen Kabinett berufen wurde und diese Funktion bis zum Ende von Hollands Amtszeit am 20. September 1957 bekleidete. Gleichzeitig übernahm er 1951 die Funktionen als Minister mit der Zuständigkeit für den Rundfunk (Minister in charge of Broadcasting) sowie als Minister mit der Zuständigkeit für wissenschaftliche und industrielle Forschung (Minister in charge of scientific and industrial Research). Diese Ministerämter bekleidete er darüber hinaus auch, nachdem Holland am 20. September 1957 aus gesundheitlichen Gründen zurücktrat und vom stellvertretenden Premierminister Keith Holyoake abgelöst wurde und dieses Amt bis zum 12. Dezember 1957 bekleidete.

#### Bericht zur Abschaffung des Legislativrates
Seine drängendste Aufgabe nahm er aber 1949 zusammen mit T. O. Bishop, einem Mitglied des Legislative Council of New Zealand, dem damaligen Oberhauses des neuländischen Parlaments, wahr: Beide waren Co-Vorsitzende eines Sonderausschusses, der sich mit der Schaffung einer arbeitsfähigen Alternative zum Legislativrat befasste. Die Regierung Hollands hatte sich 1950 verpflichtet, dieses Gremium abzuschaffen. 
Als Bishop erkrankte, lag die Verantwortung ausschließlich bei Algie, der zugleich mit seinen ministeriellen Verpflichtungen belastet war. 1952 legte er einen Bericht beim Ausschuss für Verfassungsreformen (Constitutional Reform Committee) vor. Diese beachtenswerte Diskussionsgrundlage war weitgehend ein Ergebnis von Algies Kenntnisse, weitreichende Fähigkeiten und politische Klugheit.

#### Die Arbeit als Erziehungsminister
Zugleich war er ein effizienter, gewissenhafter und effektiver Erziehungsminister, dessen Ernennung nach seinen Angriffen gegen die „sozialistische“ Bildungspolitik der vorherigen Labour-Regierung von Premierminister Fraser zu beruflichen Befürchtungen und Misstrauen zwischen ihm und dem dynamischen Direktor des Ministeriums, Dr. C. E. Beeby, führten. Bei seinen regelmäßigen Besuchen in Kindergärten und Schulen konnte er jedoch befriedigt feststellen, dass trotz Veränderungen bei der Lehre, die drei Grundlagenfächer Lesen, Schreiben und Rechnen (reading, writing and arithmetic) gut vermittelt wurden. Im Laufe der Zeit verbesserte sich daher auch das Verhältnis zu Beeby und damit auch zu den anderen Beamten des Ministeriums.
Das bestehende Bildungssystem sah sich jedoch wachsenden Herausforderung ausgesetzt. Aufgrund von Algies Forderungen unterstützte die Regierung Holland die Planungen der vorherigen Labour-Regierung für ein massives Bauprogramm und eine erhebliche Erhöhung der Lehrquoten, um die stark wachsende Nachfrage nach Grundschulplätzen befriedigen zu können. Eine weitere wichtige Entscheidung war die Fortsetzung der Pläne zur Fortsetzung der Mehrzweck-Sekundarschulen, die die frühere Entscheidung der National Party zur Trennung in akademische und technisch ausgerichtete High Schools ablöste.
Ferner erfuhr auch der tertiäre Bildungsbereich unter Algie Reformen. Es gab Pläne für größere Universitäten und mehr Pädagogische Hochschule als Ausbildungsstätten für Lehrer. Die University of New Zealand unternahm die ersten Schritte hinsichtlich der Autonomie der ihr angeschlossenen Colleges, während die Verhandlungen über eine gegenseitige Anerkennung die Einstellung von Hochschullehrer aus anderen Staaten erleichtern sollte. Eine weitere wichtige Initiative war in Erwartung eines zukünftigen Bedarfs an Ingenieuren, Wissenschaftlern und Technikern ein Überdenken der Arten und Stufen der tertiären Bildungsgänge. Noch 1957 verabschiedete Algie die Planungen für das Auckland Technical Institute (ATI) sowie das Central Technical College, aus dem später das Central Institute of Technology wurde.

#### Die Arbeit als Minister für wissenschaftliche und industrielle Forschung
Nicht weniger erfolgreich war Algie bei der Sicherstellung wissenschaftlicher Ressourcen, der er geringere Aufmerksamkeit wie der Bildung gab. Gleichwohl interessierte er sich auch stark für Wissenschaften, geprägt durch die Zusammenarbeit mit Ernest Marsden, den früheren Sekretär des Department of Scientific and Industrial Research (DSIR), mit dem er früher Mitglied im akademischen Ausschuss der University of New Zealand war. Das DSIR befand sich in erheblichen finanziellen Zwängen und Einschränkungen, die letztlich zu Kürzungen bei der personellen Ausstattung führten. Anfang der 1950er Jahre unterstützte er daher Reformen innerhalb des DSIR, die höhere Standards bei der Einstellung, der leistungsbezogenen Bezahlung und die Übertragung von Verantwortlichkeiten auf Leiter von Forschungsteams bei gleichzeitiger Rechenschaftspflicht bezüglich der verbrauchten Ressourcen einschlossen. Dieser Ansatz war einzigartig im öffentlichen Dienst und diente als Modell für anschließende Reformen im Staatsdienst.
Am Ende seiner Amtszeit als Minister mit der Zuständigkeit für wissenschaftliche und industrielle Forschung gewährleistete das DSIR herausragende Arbeit im Bereich wissenschaftlicher Forschung, die sich auf eine finanziell gesunde Verwaltung aufbaute. Das erste geothermische Kraftwerk in Wairakei wurde gegründet und in Ergänzung zur New Zealand Geological Survey und der DSIR Geophysics Division auch das Institut für Nuklearwissenschaften (Institute of Nuclear Sciences) entwickelt, das 1959 seine Arbeit aufnahm. Zugleich wurde aber auch die wissenschaftliche Unterstützung für die Exploration von Erdöl und Erdgas aufrechterhalten und der Eisensand aus der Region Taranaki als Basis für die Stahlindustrie entdeckt. Algie war ferner ein leidenschaftlicher Vorkämpfer und Unterstützer des schließlich 1959 begonnenen neuseeländischen Antarktisprogramms (Antarctica New Zealand), das auch den Bau der Scott Base als Zentrum jahrelanger Aktivitäten beinhaltete.

#### Die Arbeit als Minister mit der Zuständigkeit für den Rundfunk
als Minister mit der Zuständigkeit für den Rundfunk begann Algie die Politik der ministeriellen Kontrolle des New Zealand Broadcasting Service (NZBS) einzuschränken, der sein Radioprogramm seit der Schaffung dieser Einrichtung als Regierungsbehörde durch die Labour-Regierung 1936 als Präsentator der Regierungspolitik sah. Die politischen Zwänge bezüglich des Rundfunks führten in Verbindung mit dem finanziellen Druck allerdings dazu, dass er damit zögerte, die seit langem geforderte Notwendigkeit eines unabhängigen Systems von Rundfunknachrichten durchzusetzen. Aus den gleichen Gründen verzögerte er auch mit der Einführung des Fernsehens. Ferner setzte er die starke Unterstützung für eine andere angeblich kostenintensive Ikone des Rundfunks fort, das National Orchestra.
Letztlich gehörte Algie neben Gesundheitsminister Josiah Ralph Hanan und Postminister Thomas Philip Shand zu den Ministern, die sich maßgeblich mit den Reformen während der Amtszeit von Premierminister Holland befassten.

### Oppositionsjahre und Sprecher des Repräsentantenhauses

Während der Amtszeit von Premierminister Keith Holyoake war Algie zwischen 1960 und 1966 Sprecher des Repräsentantenhauses

Im Dezember 1960 kam es zur Wahlniederlage der National Party. Die Wahlen wurden mit einer Mehrheit von nur einem Sitz von der Labour Party gewonnen und Holyoake war die drei Jahre bis zur nächsten Wahl Oppositionsführer. Algie übernahm führende Aufgaben in der Opposition und wurde zum maßgeblichen Kritiker der „Fehler, Torheiten und Missmanagement des höchst unpopulären Regierung“ (‚faults, follies, and mismanagement of a most unpopular Government‘) von Labour-Premierminister Walter Nash.
Als die National Party 1960 die Wahlen gewann, machte sich Algie die Hoffnung, dass ihn Premierminister Keith Holyoake zum Außenminister (Minister of External Affairs) ernennen würde. Allerdings war er zu dieser Zeit bereits 72 Jahre alt und übernahm unter dem Druck seiner Partei widerwillig das Amt des Sprechers des Repräsentantenhauses als Nachfolger des Labour-Politikers Robert Macfarlane. In seiner Amtszeit als Parlamentssprecher befasste er sich erneut mit Verfassungs- und Rechtsfragen, um die wachsende Parlamentsarbeit und längeren Sitzungen zu reformieren und war während dieser Zeit zwischen 1961 und 1962 auch Vorsitzender eines Ausschusses zur Reform der parlamentarischen Geschäftsordnung. Dabei erwiesen sich seine Kenntnisse über die Verfassung anderer Legislaturen als nützlich für die Erneuerung der parlamentarischen Praxis und Systeme, was insbesondere in finanzieller Hinsicht notwendig war und zur Einführung eines neuen Ausschusses für öffentliche Aufgaben (Public Expenditure Committee) führte. 
Das Amt des Sprechers des Repräsentantenhauses bekleidete Algie, der 1964 zum Knight Bachelor geschlagen wurde und seither den Namenszusatz „Sir“ führte, bis zum 26. November 1966 und wurde dann von seinem Parteifreund Roy Jack abgelöst. Bei seinem Ausscheiden aus dem Repräsentantenhaus wurde er als „herausragender Sprecher“ (‚outstanding Speaker‘)  gewürdigt und erhielt 1967 von der University of Auckland einen Ehrendoktor der Rechte.

## Ehrungen
Nach ihm sind der Algie-Gletscher und der Hügel Algie Knoll in der Antarktis benannt.